# Aix-en-Ergny
Aix-en-Ergny és un municipi francès situat al departament del Pas de Calais i a la regió dels Alts de França. L'any 2007 tenia 148 habitants.

## Demografia

### Població
El 2007 la població de fet d'Aix-en-Ergny era de 148 persones. Hi havia 54 famílies de les quals 10 eren unipersonals (7 homes vivint sols i 3 dones vivint soles), 20 parelles sense fills i 24 parelles amb fills.
La població ha evolucionat segons el següent gràfic:
Habitants censats

### Habitatges
El 2007 hi havia 123 habitatges, 54 eren l'habitatge principal de la família, 62 eren segones residències i 7 estaven desocupats. Tots els 69 habitatges eren cases. Dels 54 habitatges principals, 42 estaven ocupats pels seus propietaris, 11 estaven llogats i ocupats pels llogaters i 1 estava cedit a títol gratuït; 14 tenien tres cambres, 17 en tenien quatre i 24 en tenien cinc o més. 51 habitatges disposaven pel capbaix d'una plaça de pàrquing. A 33 habitatges hi havia un automòbil i a 19 n'hi havia dos o més.

### Piràmide de població
La piràmide de població per edats i sexe el 2009 era:
| Homes | Edats   | Dones |
| ----- | ------- | ----- |
| 0     | 95 o +  | 0     |
| 0     | 90 a 94 | 4     |
| 0     | 85 a 89 | 4     |
| 0     | 80 a 84 | 0     |
| 0     | 75 a 79 | 0     |
| 4     | 70 a 74 | 0     |
| 4     | 65 a 69 | 8     |
| 4     | 60 a 64 | 8     |
| 4     | 55 a 59 | 0     |
| 4     | 50 a 54 | 4     |
| 4     | 45 a 49 | 8     |
| 0     | 40 a 44 | 0     |
| 0     | 35 a 39 | 0     |
| 0     | 30 a 34 | 0     |
| 8     | 25 a 29 | 4     |
| 8     | 20 a 24 | 8     |
| 0     | 15 a 19 | 4     |
| 0     | 10 a 14 | 0     |
| 4     | 5 a 9   | 0     |
| 0     | 0 a 4   | 0     |

## Economia
El 2007 la població en edat de treballar era de 86 persones, 67 eren actives i 19 eren inactives. De les 67 persones actives 54 estaven ocupades (35 homes i 19 dones) i 12 estaven aturades (7 homes i 5 dones). De les 19 persones inactives 5 estaven jubilades, 4 estaven estudiant i 10 estaven classificades com a «altres inactius».

### Ingressos
El 2009 a Aix-en-Ergny hi havia 55 unitats fiscals que integraven 152 persones, la mediana anual d'ingressos fiscals per persona era de 14.376,5 €.

### Activitats econòmiques
Dels 6 establiments que hi havia el 2007, 2 eren d'empreses de construcció, 1 d'una empresa de comerç i reparació d'automòbils, 1 d'una empresa d'hostatgeria i restauració, 1 d'una empresa d'informació i comunicació i 1 d'una empresa de serveis.
Dels 2 establiments de servei als particulars que hi havia el 2009, 1 era un paleta i 1 guixaire pintor.
L'any 2000 a Aix-en-Ergny hi havia 5 explotacions agrícoles que ocupaven un total de 265 hectàrees.

## Poblacions més properes
El següent diagrama mostra les poblacions més properes.